# Ève Curie
Ève Denise Julie Curie-Labouisse (París, França, 6 de desembre de 1904 - Nova York, Estats Units, 22 d'octubre de 2007) va ser una pianista, periodista, diplomàtica i escriptora francesa. Va escriure una biografia de la seva mare, Marie Curie, el 1937.

## Biografia

### Primers anys i formació
Era la segona filla de Pierre Curie i de Marie Skłodowska-Curie i germana menor d'Irène Curie. Va créixer a la casa que els seus pares tenien a Sceaux. Després de la mort del pare el 1906 i del matrimoni de la seva germana Irène amb el científic Frédéric Joliot, es va traslladar a viure a París amb la seva mare. Va estudiar ciències i filosofia al Collège Sévigné i s'hi graduà el 1925.

### Carrera musical i literària
Va ser concertista de piano i va fer el seu primer concert a París el 1925. Va actuar a França i Bèlgica fins a l'esclat de la Segona Guerra Mundial.
Després de la defunció de la mare, el 1934, va escriure la seva biografia, titulada Madame Curie, que es va convertir en supervendes mundial el 1938. L'any 1943 se'n faria una pel·lícula interpretada per l'actriu Greer Garson com a Marie i l'actor Walter Pidgeon com a Pierre.

### Activitat periodística
En anys precedents havia estat crítica de cinema i de música. I durant la Segona Guerra va fer de corresponsal en diversos fronts. Va estar a l'Iran, l'Iraq, l'Índia, la Xina, Birmània i el nord d'Àfrica. Després escriuria Journey among warriors, crònica dels seus viatges sobre els fronts de la segona Guerra Mundial. El 1940, caiguda França, s'instal·là en el Regne Unit, on s'uní a la França Lliure treballant per als aliats fins a la fi de la guerra. Al 1944 va fundar, juntament amb Philippe Barrès, el periòdic Paris-Presse, que codirigí fins al 1949.

### Activitat diplomàtica
El 1952 es va convertir en consellera especial de la Secretaria General de l'OTAN. El 1954 es casà amb Henry Labouisse, que més tard va ser president d'UNICEF durant 15 anys; ella mateixa va dedicar-se a fer  activisme en favor dels drets humans, va visitar molts dels països en vies de desenvolupament que rebien assistència d'Unicef i va ser directora d'Unicef a Grecia. El 1958 va obtenir la nacionalitat estatunidenca.
Ève Curie va ser administradora de la Fundació Curie de 1957 a 1967, a títol de representant de Marie Curie, creadora de la fundació.

## Reconeixements
Va ser doctora honoris causa pel Mills College (Califòrnia), el Col·legi Russell Sage i la Universitat de Rochester.
El 1939 es converteix en «cavaller» de la Legió d'Honor i de l'Orde Polònia Restituta.
El 1944 li van concedir la Creu de guerra. Ja centenària, el 13 de juliol de 2005 ascendí al rang d'«Oficial» de la Legió d'Honor per les seves contribucions a la causa humanitària, condecoració que li va ser lliurada en el curs d'una cerimònia en el local d'UNICEF. Va morir el 22 d'octubre de 2007.
La seva vida va estar íntimament lligada als premis Nobel: tant els seus pares com la seva germana, Irène Curie, van ser guardonats amb el premi Nobel en ciències i el seu marit, Henry Richardson Labouisse, Jr., va rebre un premi Nobel de la Pau atorgat a UNICEF, organització de la qual va ser director.

## Obres

### Assaig
- Madame Curie (1938), París, ed. Gallimard.
- They speak for a nation, letters from France (1941), New York, Ed. Doubleday.
- Journey among warriors (1943), Londres & Toronto, Ed. W. Heinemann.
- Voyage parmi els guerriers (1946), Paris, Ed. Flammarion.

### Teatre
- Traducció de l'obra de teatre nord-americana al francès 145, Wall Street (1933), obra en tres actes.